# Bartalk
Der Bartalk (Aethia pygmaea) ist eine kleine Art aus der Familie der Alkenvögel. Er bewohnt ein kleines Verbreitungsgebiet und brütet nur auf den Aleuten und einigen sibirischen Inseln, wie etwa den Kommandeurinseln. Sein Name bezieht sich auf die langen, weißen Federn, die er während der Brutzeit am Kopf trägt.

## Erscheinungsbild
Der Bartalk erreicht eine Körperlänge von nur 18 Zentimeter und ist damit der zweitkleinste Alkenvogel; nur der Zwergalk ist kleiner. Das Gewicht beträgt durchschnittlich 127 Gramm. Der Sexualdimorphismus ist nicht sehr stark ausgeprägt, Männchen haben lediglich einen etwas größeren Schnabel. An Land sind Bartalken etwas weniger agil als die anderen Aethia-Arten. Sie sitzen typischerweise auf steilen Felsklippen und ruhen dabei auf den Füßen und Läufen, der Oberkörper ist nach vorne geneigt. Ähnlich wie beim Schopfalk strömt das Gefieder des Bartalks während der Balzzeit einen zitrusähnlichen Geruch aus.
Im Prachtkleid sind die Körperober- und -unterseite nahezu einheitlich schwarzgrau. Grundsätzlich ist das Gefieder dunkler und weniger bläulich überlaufen als bei dem ähnlichen Schopfalk. Lediglich die Unterschwanzdecken, der Bürzel und der Unterbauch sind hellgrau bis weißlich. Der Kopf und der Nacken sind leicht dunkler als die übrige Körperoberseite. Die Iris ist bei adulten Vögeln weiß und im Verhältnis zur Körpergröße ist das Auge größer als bei anderen Aethia-Arten. Im Gesicht trägt der Bartalk während der Fortpflanzungszeit weiße, verlängerte Gesichtsfedern, der kurze Schnabel ist auffallend rötlich und auf der Stirn bilden verlängerte, dunkle Federn einen schmalen Federschopf, der leicht nach vorne fällt. Die weiße Gesichtszeichnung ist etwas ausgeprägter als bei den anderen Arten der Gattung. Vom Auge aus verläuft ein schmaler weißer Strich zum Nacken, zwei weitere weiße Striche treffen in einem 90°-Winkel kurz oberhalb des Schnabels aufeinander und bilden so ein liegendes V.
Das Schlichtkleid ähnelt dem Prachtkleid, allerdings fehlt der schlanke Federschopf, die weißen Gesichtsfedern sind deutlich reduziert und der Schnabel ist matter. Ein- und zweijährige, noch nicht geschlechtsreife Zwergalken ähneln während des Sommers den Adulten in ihrem Prachtkleid, allerdings haben sie entweder noch keinen oder nur einen sehr kurzen Federschopf. Die verlängerten Gesichtsfedern sind bei ihnen kürzer und bräunlich überlaufen. Die Stirn und das Gesicht sind insgesamt etwas bräunlich, der Schnabel ist matt rot. Jungvögel gleichen dagegen den Adulten im Schlichtkleid. Allerdings ist bei ihnen die Iris noch grau und die weißen, verlängerten Gesichtsfedern finden sich bei ihnen höchstens angedeutet. Der Schnabel ist noch schwarz.
Verwechslungsmöglichkeiten bestehen unter anderem mit dem Schopfalk. Allerdings sind Bartalken deutlich kleiner und haben keinen orangen, sondern einen roten und deutlich kleineren Schnabel. An Land ist der Bartalk gelegentlich auch mit anderen Arten der Gattung Aethia vergesellschaftet. Dabei fällt er vor allem durch seine miauenden Rufe auf.

## Stimme
Der Bartalk ist ein sehr ruffreudiger Alkenvogel. Er ist überwiegend nachts zu hören, wenn er sich in der Brutkolonie aufhält, oder am frühen Morgen, wenn sich die Vögel auf hoher See in der Nähe der Brutkolonie versammeln. Der häufigste Ruf des Bartalks gleicht dem kurz und hoch und erinnert an das klagende Miauen einer jungen Katze. Der Rufabstand beträgt nur wenige Sekunden. Vor allem Männchen lassen außerdem eine schnelle, stakkatoartige Serie von zweisilbigen Rufen hören, die sich lautmalerisch so umschreiben lässt: bee-deer bee-deer bee-deer bee-deer bideer bideer bideer bidi bidi bidi bidi bidi bidee. Brutpaare lassen während der Balzzeit diesen Ruf auch gemeinsam hören, allerdings ist der Ruf dann weniger musikalisch. Bartalken, die wegen einer Störung auffliegen, geben als Alarmruf einen hellen Quietschlaut von sich.

## Verbreitungsgebiet

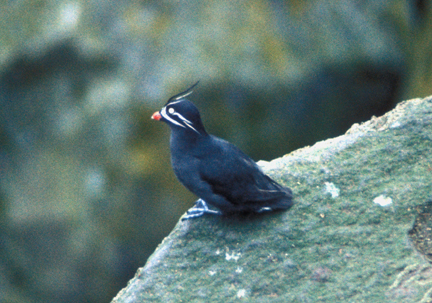

Der Bartalk ist in seinem Verbreitungsgebiet häufiger, aber sehr versteckt lebender Vogel. Sein Verbreitungsschwerpunkt sind die Kurilen und die Aleuten. Die Gewässer, auf denen er sich bevorzugt aufhält, weisen im Sommer eine Oberflächentemperatur von neun bis 12 und im Winter von zwei bis vier Grad Celsius auf. Sie halten sich auch außerhalb der Fortpflanzungszeit nur selten mehr als 16 Kilometer von der Küstenlinie entfernt auf.
In Asien brütet der Bartalk vereinzelt auf Inseln im Norden des Ochotskischem Meer, auf den Kurilen und den Kommandeurinseln. Auf der Inselkette der Aleuten kommt er vor allem im Osten vor und brütet beispielsweise auf den Islands of Four Mountains, den Andreanof Islands, den Rat Islands und den Buldir Island. Auf Grund der Lebensweise der Bartalken sind die Brutkolonien jedoch nur sehr schwer auszumachen und erst 1994 wurde beispielsweise auf Kanaga Island eine Brutkolonie von Bartalken entdeckt. Die größte bekannte Brutkolonie befindet sich auf Buldir Island, es ist jedoch möglich, dass die Krenitzin Islands noch größere Brutkolonien beherbergt.

## Nahrung
Der Bartalk findet seine Nahrung gewöhnlich in rauem Wasser mit Wellenhöhen von bis zu zehn Meter. In der Regel beträgt die Gewässertiefe an diesen Stellen nicht mehr als 100 Meter. Meist sind es große Schwärme, die sich an diesen Stellen versammeln. Über die Tauchtiefe liegen bislang keine Untersuchungen vor.
Die Nahrungszusammensetzung ist nach jetzigem Erkenntnisstand sehr ähnlich dem des Zwergalken. Es dominieren Ruderfußkrebse, Kopffüßer und andere kleine Tiere des marinen Planktons.

## Fortpflanzung

### Brutkolonie
Anders als bei anderen Arten der Gattung Aethia hält sich der Bartalk in den Brutkolonien überwiegend während der Nacht auf. Etwa eine Stunde vor Einbruch der Dämmerung versammeln sich Bartalke in dichten Schwärmen auf dem Wasser in der Nähe der Brutkolonie. Sobald die Dunkelheit eingebrochen ist, fliegen sie an Land. Auffällige Flugmanöver wie etwa ein Überfliegen der Kolonie fehlen. Bartalke verlassen einzeln den schwimmenden Schwarm und fliegen gewöhnlich direkt zu dem Eingang ihrer Nisthöhle. Wie bei vielen anderen nachtaktiven Seevögeln ist in mondhellen Nächten die Aktivität in der Brutkolonie auffällig reduziert. Vermutlich auf Grund des dann höheren Prädationsrisikos sind weniger Rufe zu hören und weniger Vögel auf der Erdoberfläche zu beobachten.
Auf Grund der vorwiegend nächtlichen Lebensweise des Bartalkes ist nur sehr wenig über sein Sozialverhalten bekannt. Balzende Bartalke bleiben auf dem Wasser nahe beieinander und umschwimmen den Partnervogel kreisförmig. Die Kopulation erfolgt auf See in den frühen Morgenstunden.
Die Nisthöhlen liegen zwischen drei und 250 Meter oberhalb des Meeresniveaus und befinden sich in Felsspalten, in Schutthügeln, an Steilküsten sowie in natürlichen Erdhöhlen an steilen Grashängen. Insgesamt finden sich die Brutkolonien der Bartalken in einer größeren Bandbreite von Geländeformen als dies bei anderen Aethia-Arten der Fall ist. Die Nisthöhlen liegen außerdem weiter auseinander als dies bei Schopf- und Zwergalk der Fall ist. So beträgt die Nistdichte auf Buldir Island selbst auf Gelände, das besonders viele Nistmöglichkeiten bietet, lediglich ein bis drei Brutpaare je 100 Quadratmeter. Der Bau ist gewöhnlich so tief, dass der brütende Vogel nicht von der Oberfläche aus zu sehen ist. In tiefen Schutthalden können die Baue bis zu einem Meter unter der Oberfläche liegen, sie befinden sich aber gewöhnlich näher an der Oberfläche.

### Ei und Jungvogel
Das Gelege besteht aus nur einem Ei. Nachgelege bei Gelegeverlust wurden bislang nicht beobachtet. Der Höhepunkt der Eiablage fällt auf Buldir Island in die erste Maihälfte und ist damit ein bis drei Wochen früher als bei dem Zwerg- und Schopfalk, die ebenfalls auf dieser Insel brüten. Das Ei ist oval bis länglich oval und weist eine glatte Oberfläche auf.
Die Elternvögel haben jeweils zwei Brutflecken, die sehr bald nach dem Schlupf des Jungvogels wieder befiedert sind. Nicht brütende adulte und selbst noch nicht geschlechtsreife Vögel weisen jedoch gelegentlich auch Ansätze von Brutflecken auf. Die Brutzeit beträgt 35 bis 36 Tage, beide Elternvögel brüten gleichermaßen und lösen sich gewöhnlich in Intervallen von 24 Stunden ab. In den ersten Lebenstagen wird der Jungvogel zunächst fast ununterbrochen gehudert, wird dann aber zunehmend während des Tages allein gelassen. Während der ersten zehn Tage verbringen einer oder sogar beide Elternvögel die Nacht in gemeinsam mit dem Jungvogel in der Bruthöhle.
Die Fütterung des Jungvogels erfolgt ebenfalls in der Nacht. Die Elternvögel bringen ein bis zwei Mal pro Nacht Futter heran, das erste Mal kurz nach Einbruch der Nacht, das zweite Mal etwa eine Stunde vor Dämmerung. In dichten Brutkolonien mit Zwerg- und Schopfalken füttern die Elternvögel ihren Nachwuchs davon abweichend auch während des Tages. Grundsätzlich entwickeln sich die Jungvögel der Bartalken langsamer als dies bei anderen Aethia-Arten der Fall ist. Diese vergleichsweise verzögerte Entwicklung hängt vermutlich mit der durch die überwiegend nächtlichen Fütterung einhergehenden Beschränkung der täglichen Nahrungsaufnahme zusammen. Jungvögel nehmen maximal 3,5 Gramm pro Tag zu. Sie werden mit einem Gewicht von durchschnittlich 106 Gramm flügge, was etwas unterhalb des Gewichts eines ausgewachsenen Vogels liegt. Das Ausfliegen der Jungvögel wurde bislang noch nicht beobachtet. Es findet vermutlich während der Nacht statt. Ungewöhnlich für Alkenvögel ist, dass die Jungvögel der Bartalken zur Kolonie zurückkehren und dort übernachten. Dieses Verhalten dauert für einige Zeit an und wird noch bis zu sechs Wochen nach dem Zeitpunkt beobachtet, zu dem die Brutvögel die Kolonie weitgehend verlassen haben.

## Reproduktionsrate und Lebenserwartung
Geschätzt wird, dass je 100 Brutpaare zwischen sechzig und achtzig Jungvögel flügge werden. Zu den Prädatoren der Bartalken zählen vor allem Polar- und Rotfuchs, aber auch Ratten. Alle drei töten nicht nur Jungvögel oder fressen Eier, sondern auch die adulten Vögel. Ihre Einführung auf den meisten der Aleuteninseln trug wesentlich dazu bei, dass auf einigen Aleuteninseln die Bestände zurückgegangen sind oder Brutkolonien verlassen wurden.
Zu den Prädatoren zählen außerdem Beringmöwe und Kamtschatkamöwe. Auch Wanderfalken schlagen regelmäßig Bartalken. Die Mortalitätsrate adulter Vögel liegt etwa bei 18 Prozent pro Jahr. Die Lebenserwartung beträgt damit etwa fünf Jahre.

## Bestand
Der Bestand an Bartalken ist auf Grund ihrer nächtlichen Lebensweise nur sehr schwer zu erfassen. Als beste Methode, Brutvögel dieser Art zu entdecken, gilt ein Lauschen nach ihren Rufen.

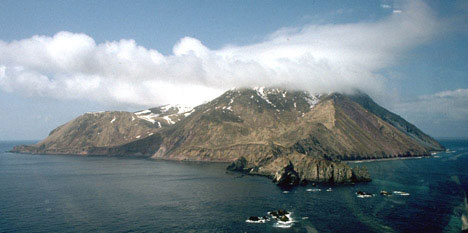
Buldir Island, eine der wenigen fuchsfreien Inseln der Aleuten

Der United States Fish and Wildlife Service schätzte 1993 den Bestand an Bartalken in Alaska auf 30.000 Individuen. Nach Einschätzungen der Ornithologen Anthony Gaston und Ian Jones war der Bestand jedoch mit Sicherheit sehr viel höher und betrug in dieser Region mindestens 200.000 bis 300.000 Individuen. Auf den Kurilen und der Kommandeurinsel brütet vermutlich dieselbe Anzahl, hier ist bislang jedoch keine systematische Bestandserfassung erfolgt.
Der Bestand an Bartalken leidet sehr stark, wenn auf Inseln Raubsäuger eingeführt werden. So hatte die Einführung von Polarfüchsen auf einigen Inseln der Aleuten deutliche Auswirkungen auf den Bestand der Art und mag auch eine Erklärung dafür sein, warum sich eine der größten Brutkolonien auf Buldir Island befindet. Diese Insel ist eine der wenigen, auf der Polarfüchse nicht eingeführt wurden. Als wichtigster bestandsbedrohender Faktor gilt heute das versehentliche Einführen von Ratten auf Inseln mit Brutkolonien dieser Art. Wie viele andere nachtaktive Arten wird der Bartalk aber auch sehr stark von künstlichem Licht angezogen. Zusammenstöße mit Schiffen, wie beispielsweise Fischerbooten, gehen für den Bartalk meist tödlich aus. Ein weiterer Gefährdungsfaktor dieser Art ist die zunehmende Ölverschmutzung der Meere. Buldir Island liegt in der Nähe einer wichtigen pazifischen Schiffsstraße und entsprechend wurden hier schon ölverschmutzte Vögel gefunden.

## Belege

### Einzelbelege
1. 1 2 3  Gaston et al., S. 262
2. 1 2 3  Gaston et al., S. 265
3. ↑  Gaston et al., S. 263
4. 1 2 3  Gaston et al., S. 267
5. ↑  Gaston et al., S. 264
6. ↑  Gaston et al., S. 257
7. 1 2  Gaston et al., S. 268
8. ↑  Gaston et al., S. 268 und S. 269
9. 1 2 3  Gaston et al., S. 269
10. 1 2  Gaston et al., S. 270